# Mormopterus beccarii
Mormopterus beccarii es una especie de murciélago de la familia Molossidae.

## Distribución geográfica
Se encuentra en las islas de Halmahera y Ambon en las Molucas (Indonesia) en Nueva Guinea, en las islas  Nueva Bretaña Fergusson y el norte de Australia.